# Pulo Rayeuk
Pulo Rayeuk is een bestuurslaag in het regentschap Aceh Utara van de provincie Atjeh, Indonesië. Pulo Rayeuk telt 303 inwoners (volkstelling 2010).